# العلاقات الجورجية المالاوية
العلاقات الجورجية المالاوية هي العلاقات الثنائية التي تجمع بين جورجيا ومالاوي.

## مقارنة بين البلدين
هذه مقارنة عامة ومرجعية للدولتين:
| وجه المقارنة                                              | جورجيا                          | مالاوي                     |
| --------------------------------------------------------- | ------------------------------- | -------------------------- |
| المساحة (كم2)                                             | 69.70 ألف                       | 118.48 ألف                 |
| عدد السكان (نسمة)                                         | 3.72 مليون                      | 18.62 مليون                |
| الكثافة السكانية (ن./كم²)                                 | 53.37                           | 157.16                     |
| العاصمة                                                   | تبليسي، كوتايسي                 | ليلونغوي، زومبا            |
| اللغة الرسمية                                             | اللغة الجورجية، اللغة الأبخازية | لغة إنجليزية، لغة الشيشيوا |
| العملة                                                    | لاري جورجي                      | كواشا ملاوية               |
| الناتج المحلي الإجمالي (بليون دولار)                      | 15.16 مليار                     | 6.30 مليار                 |
| الناتج المحلي الإجمالي (تعادل القوة الشرائية) بليون دولار | 35.68 مليار                     | 22.43 مليار                |
| الناتج المحلي الإجمالي الاسمي للفرد دولار أمريكي          | 3.79 ألف                        | 338                        |
| الناتج المحلي الإجمالي للفرد دولار أمريكي                 |                                 | 1.20 ألف                   |
| مؤشر التنمية البشرية                                      | 0.754                           | 0.445                      |
| رمز المكالمات الدولي                                      | +995                            | +265                       |
| رمز الإنترنت                                              | .ge، .გე ‏                       | .mw                        |
| المنطقة الزمنية                                           | ت ع م+04:00                     | ت ع م+02:00                |

## منظمات دولية مشتركة
يشترك البلدان في عضوية مجموعة من المنظمات الدولية، منها:
| علم المنظمة | اسم المنظمة                   | تاريخ انضمام جورجيا | تاريخ انضمام مالاوي |
| ----------- | ----------------------------- | ------------------- | ------------------- |
|             | يونسكو                        | 7 أكتوبر 1992       | 27 أكتوبر 1964      |
|             | مؤسسة التمويل الدولية         | 29 يونيو 1995       | 19 يوليو 1965       |
|             | مؤسسة التنمية الدولية         | 31 أغسطس 1993       | 19 يوليو 1965       |
|             | منظمة التجارة العالمية        | 14 يونيو 2000       | ?                   |
|             | الاتحاد البريدي العالمي       | ?                   | ?                   |
|             | الاتحاد الدولي للاتصالات      | 7 يناير 1993        | 19 فبراير 1965      |
|             | الأمم المتحدة                 | 31 يوليو 1992       | 1 ديسمبر 1964       |
|             | البنك الدولي للإنشاء والتعمير | 7 أغسطس 1992        | 19 يوليو 1965       |

## وصلات خارجية
- موقع وزارة الخارجية الجورجية